# مهندیگونج
مهندیگونج (به لاتین: Mehendiganj) یک منطقهٔ مسکونی در بنگلادش است که در ناحیه باریسال واقع شده‌است. مهندیگونج ۴۳۵٫۷۹ کیلومتر مربع مساحت و ۳۰۴٬۳۶۴ نفر جمعیت دارد.